# Pemba Kusini
Pemba Kusini (englisch Pemba South, deutsch Pemba-Süd) ist eine Verwaltungsregion Tansanias auf der Insel Pemba mit der Hauptstadt Mkoani. Sie grenzt im Norden an die Region Pemba Kaskazini, im Osten, Süden und Westen grenzt sie an den Indischen Ozean.

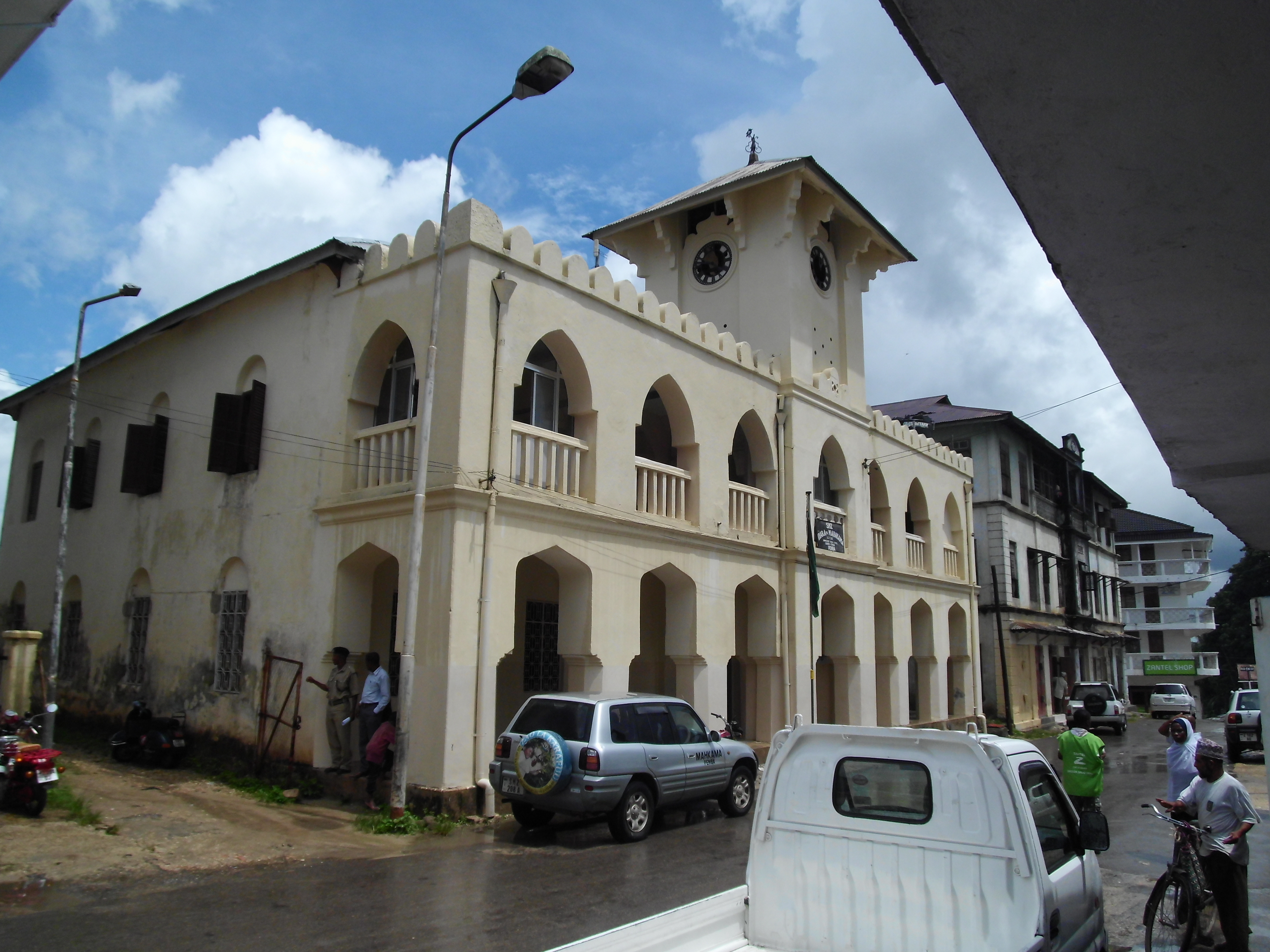
Das Gerichtsgebäude in Chake Chake.

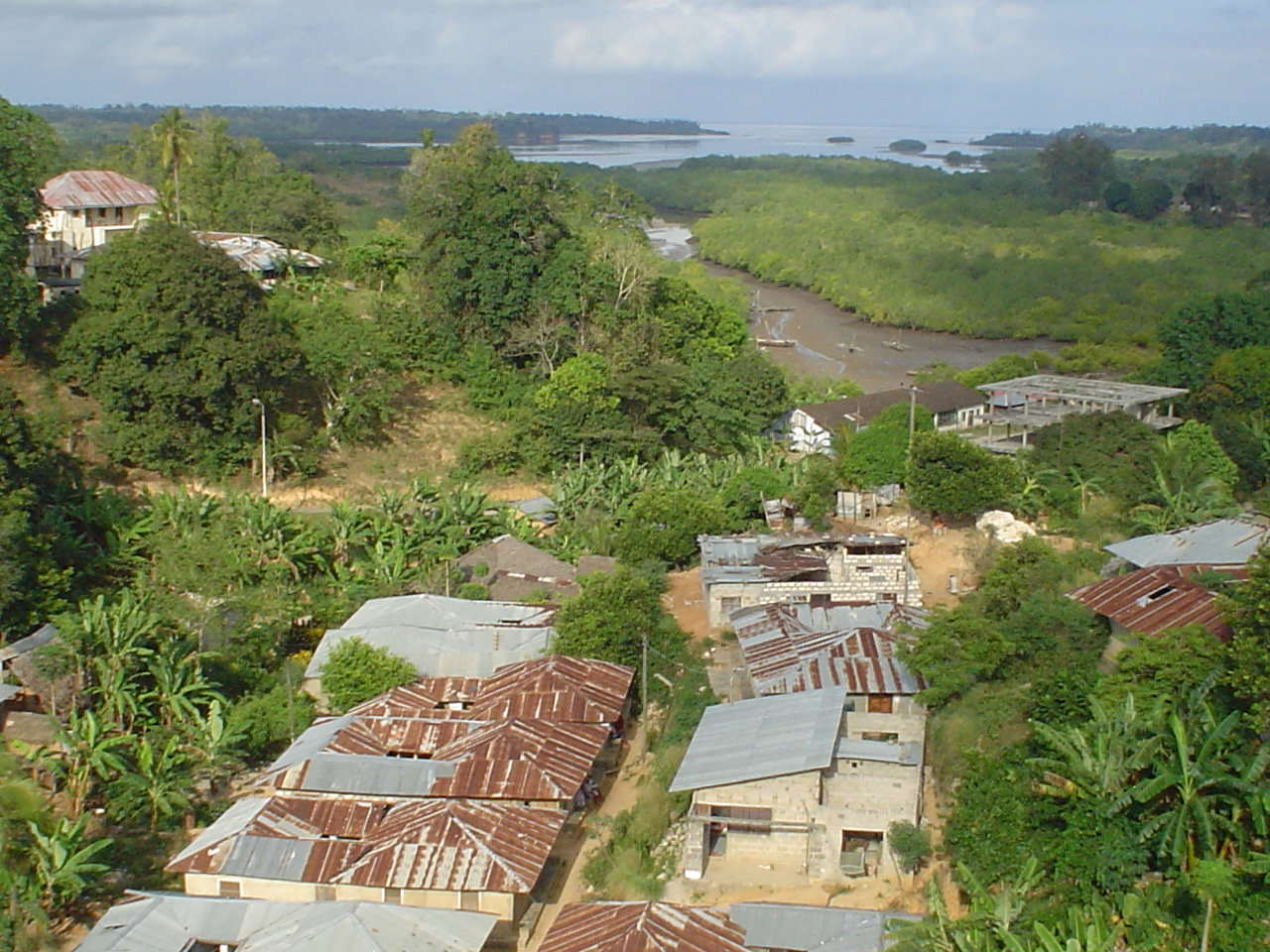
Blick vom Stadtzentrum Chake Chake Richtung Meer.

## Geographie
Die Region hat eine Fläche von 332 Quadratkilometer und 271.350 Einwohner (Volkszählung 2022) und damit eine hohe Dichte von 800 Einwohnern je Quadratkilometer. Sie umfasst den südlichen Teil der Insel Pemba und die umliegenden kleinen Inseln. Das Land ist leicht hügelig mit Erhebungen bis etwa hundert Meter über dem Meer.
Es herrscht entweder tropisches Savannenklima, Aw nach der effektiven Klimaklassifikation, oder tropisches Monsunklima (Am), wie zum Beispiel in Mkoani. Die jährliche Niederschlagsmenge liegt bei 1500 Millimeter bei einer großen Bandbreite von 900 bis 2300 Millimeter in der Zeit von 1985 bis 2012.
|                        | Jan  | Feb  | Mär  | Apr  | Mai  | Jun  | Jul  | Aug  | Sep  | Okt  | Nov  | Dez  |   |      |
| Mittl. Temperatur (°C) | 27,3 | 27,6 | 27,9 | 26,7 | 25,7 | 25   | 24,2 | 24   | 24,4 | 25,4 | 26,3 | 27   | ⌀ | 25,9 |
| Mittl. Tagesmax. (°C)  | 31,5 | 32,1 | 32,5 | 30,5 | 29,3 | 28,9 | 28,2 | 28,4 | 29,1 | 30,1 | 30,7 | 31,3 | ⌀ | 30,2 |
| Mittl. Tagesmin. (°C)  | 23,2 | 23,1 | 23,3 | 23   | 22,2 | 21,1 | 20,2 | 19,7 | 19,8 | 20,7 | 21,9 | 22,8 | ⌀ | 21,7 |
|                        |      |      |      |      |      |      |      |      |      |      |      |      |   |      |
| Niederschlag (mm)      | 75   | 55   | 178  | 501  | 472  | 119  | 66   | 42   | 34   | 63   | 160  | 159  | Σ | 1924 |

| 23,2 |

| 23,1 |

| 23,3 |

| 23 |

| 22,2 |

| 21,1 |

| 20,2 |

| 19,7 |

| 19,8 |

| 20,7 |

| 21,9 |

| 22,8 |

| 23,2 |

| 23,1 |

| 23,3 |

| 23 |

| 22,2 |

| 21,1 |

| 20,2 |

| 19,7 |

| 19,8 |

| 20,7 |

| 21,9 |

| 22,8 |

## Verwaltungsgliederung
Die Region ist in die Distrikte Mkoani und Chake-Chake eingeteilt.
| Distrikt    | Einwohner 1988 | Einwohner 2002 | Einwohner 2012 | Einwohner 2022 |
| ----------- | -------------- | -------------- | -------------- | -------------- |
| Chake Chake | 60.051         | 82.998         | 97.249         | 136.298        |
| Mkoani      | 67.572         | 92.473         | 97.867         | 135.052        |
| Summe       | 127.623        | 175.471        | 195.116        | 271.350        |

## Bevölkerung
Die Bevölkerung ist sehr jung, beinahe ein Drittel ist jünger als zehn Jahre (Stand 2012). Die Alphabetisierung ist bei Männern mit 71 Prozent höher als bei Frauen (66 %), im urbanen Gebiet (83 %) höher als auf dem Land (65 %) und bei jungen höher als bei älteren Menschen.

## Einrichtungen und Dienstleistungen
Im Jahr 2015 hatten rund vierzig Prozent der Bevölkerung Leitungswasser, dreißig Prozent hatten elektrischen Strom und fast neunzig Prozent ein Telefon.

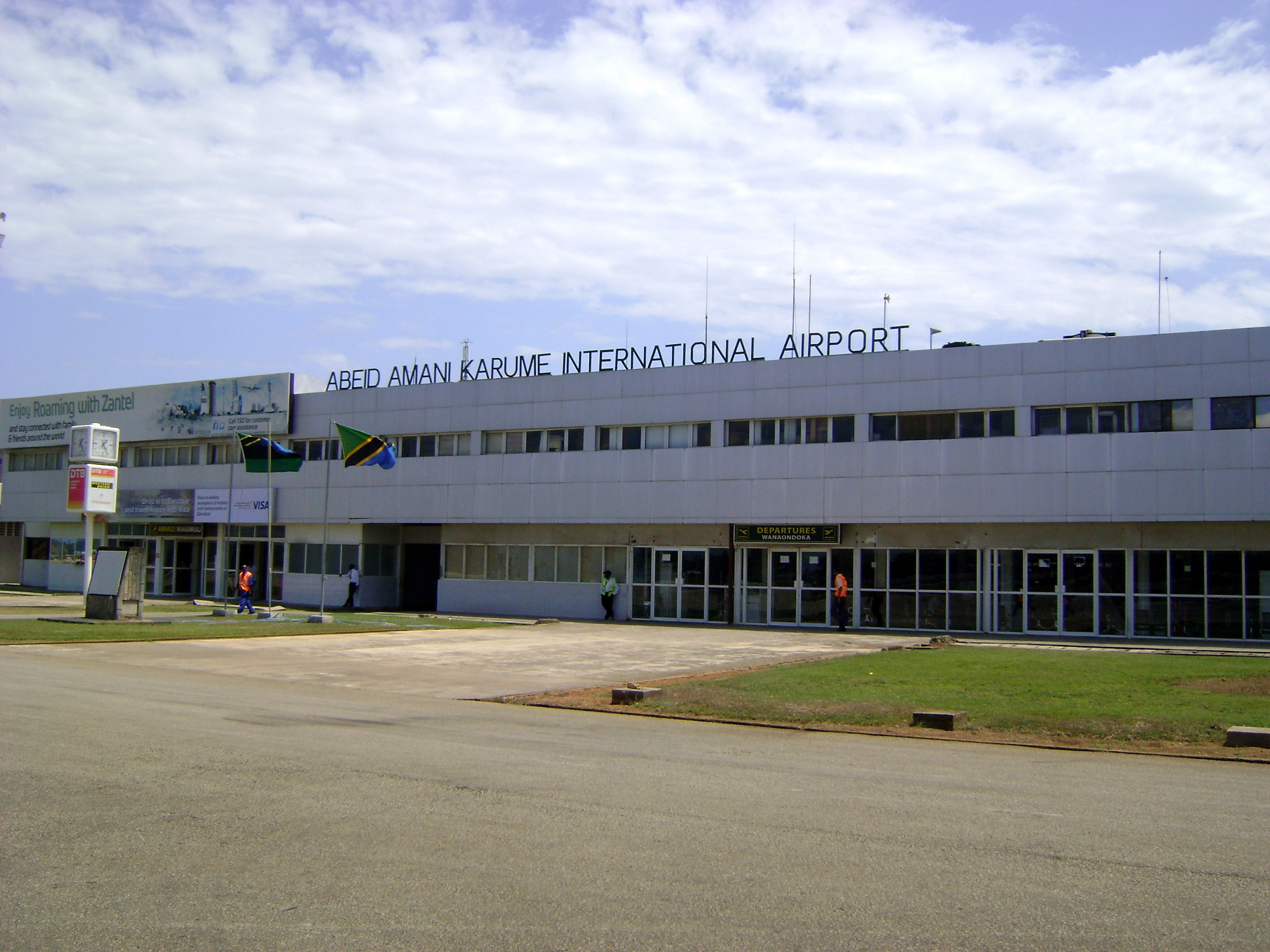
Der Flughafen Karume.

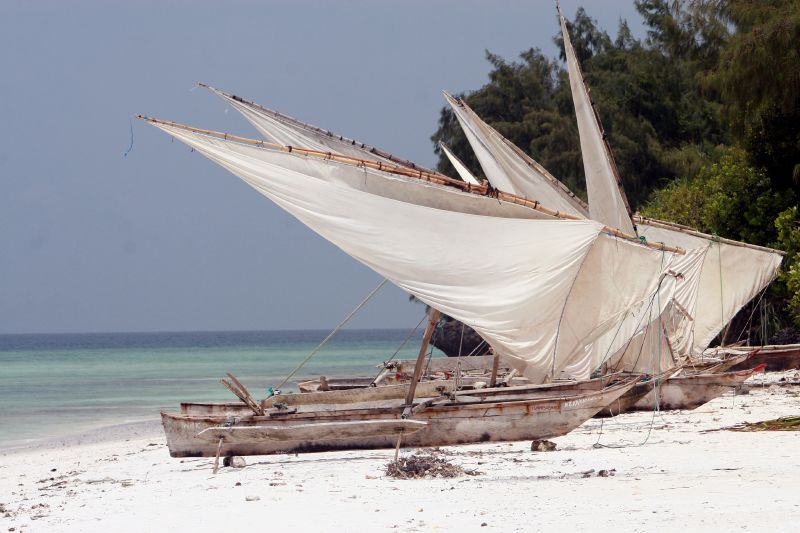
Segelschiff (Dau) am Manta-Riff.

## Wirtschaft und Infrastruktur
Rund 56 Prozent der Über-Zehnjährigen arbeitet in der eigenen Landwirtschaft, ein Viertel ist in anderen Bereichen selbständig. Etwa fünfzehn Prozent arbeiten als Angestellte.
- Landwirtschaft: Von den 35.600 Haushalten in der Region beschäftigen sich achtzig Prozent mit der Landwirtschaft. Am häufigsten angebaut werden Maniok, Bananen und Reis. Mehr als die Hälfte aller Haushalte besitzt auch Nutztiere. Hauptsächlich werden Hühner gehalten, teilweise auch Rinder und Ziegen (Stand 2012).[10]
- Fischerei: Über 4000 Menschen fischen mit 1700 Fischerbooten, von denen der Großteil Segelboote sind (Stand 2009). Vor allem Frauen beschäftigen sich auch mit dem Anbau von Seetang.[11]
- Tourismus: Die Region bietet unberührte Natur mit schönen Stränden und Tauchmöglichkeiten, wie dem Manta-Riff vor Chake Chake.[12]
- Flughafen: Die asphaltierte Landebahn hat eine Länge von 1520 Metern. Es gibt Direktflüge nach Sansibar und Tanga (Stand 2020).[13][14]
- Hafen: Mkoani hat einen kleinen Hafen für Schiffe bis 4,9 Meter Tiefgang, 75 Meter Länge und 6000 Tonnen Eigengewicht.[15] Fähren verbinden die Insel über Sansibar nach Daressalam.[16]
- Straßen: In der Region gibt es asphaltierte Straßen, die auch eine gute Verbindung mit dem nördlichen Teil der Insel herstellen.[17]

## Sehenswürdigkeiten
- Ruinen von Ras Mkumbuu: Nordwestlich von Chake Chake findet man die Überreste der Stadt Qanbalu, die im 8. Jahrhundert gegründet wurde und im 10. Jahrhundert ihre Blütezeit erreichte. Die Hauptruinen sind die Überreste einer Moschee aus dem 14. Jahrhundert.[18]
- Pemba-Museum : In einer osmanischen Festung aus dem 18. Jahrhundert ist in Chake Chake eine Ausstellung zur Inselgeschichte zu sehen.[19]